# 阿列克谢·罗季奥诺夫
阿列克谢·阿列克谢耶维奇·罗季奥诺夫（俄语：Алексей Алексеевич Родионов，1922年3月27日—2013年5月18日），苏联外交官，曾任驻加拿大特命全权大使。

## 生平
1922年生于高尔基州博戈罗茨克区佩索奇诺耶（一说莫斯科）。1942年加入联共（布），在共青团鄂木斯克委员会工作。1947年毕业于高级党校。1953年至1960年，任苏共鄂木斯克市委第一书记。1960年至1961年，苏共鄂木斯克州委第二书记。1963年毕业于全苏函授财经学院，同年进入苏联外交部外交学院学习。1964年进入苏联外交部工作。1964年至1966年，任苏联驻印度大使馆公使衔参赞。1966年至1968年，任苏联驻缅甸特命全权大使。1968年至1971年，任俄罗斯苏维埃联邦社会主义共和国外交部长。1971年至1974年，任苏联驻巴基斯坦特命全权大使。1974年至1983年，任苏联驻土耳其特命全权大使。1983年至1990年，担任苏联驻加拿大特命全权大使。2013年5月18日逝世。

## 荣誉
- 十月革命勋章
- 劳动红旗勋章
- 各族人民友谊勋章
- 荣誉勋章